# Canthon morsei
Canthon morsei là một loài bọ cánh cứng trong họ Bọ hung (Scarabaeidae).